# Gare d’Epfig
Gare d'Epfig vasútállomás Franciaországban, Epfig településen.

## Története
Az SNCF szerint azt állomást 2018-ban 22 409 ember látogatta.

## Vasútvonalak
Az állomást az alábbi vasútvonalak érintik:
- Sélestat–Saverne-vasútvonal

## Kapcsolódó állomások
A vasútállomáshoz az alábbi állomások vannak a legközelebb:
- Gare de Dambach-la-Ville
- Gare d'Eichhoffen